# Канем (регион)
Канем (на френски: Kanem; на арабски: منطقة كانم) е регион в Чад, намиращ се на територията на едноименната бивша префектура. Столицата е град Мао. Площта му е 114 520 км².

## Единици
Регионът Канем включва 2 департамента:
| Департамент  | Столица | Под-префектури                                                               |
| ------------ | ------- | ---------------------------------------------------------------------------- |
| Канем        | Мао     | Ам Добак, Зигей, Кекедина, Мао, Мелеа, Мондо, Ноку, Нтиона, Риг Риг, Уаджиги |
| Бар ел Газел | Мусоро  | Амсилеб, Манджура, Мишмир, Мусоро, Салал, Шадра                              |

## Население
По данни от 1993 година населението на региона е 280 804 души, от които 269 846 са с постоянно пребиваване в населените места (в селата 239 104; в градовете 30 742) и 10 956 са номади. През 2007 населението възлиза на 392 000 с гъстота от 3,4 души/км².
По данни от 2009 година населението на региона възлиза на 333 387 души.
Основните етнически групи са даза (48,25 %), канембу (40,54 %) и араби (4,97 %).